# Мукошин
Му́кошин — село в Україні, у Любешівській селищній громаді Камінь-Каширського району Волинської області.
До 1920 року — у складі Кобринського повіту Гродненської губернії.
Орган місцевого самоврядування — Любешівська селищна громада. Населення становить 422 особи.
У селі проживала найбагатодітніша мати в Україні Симонович Феодосія Марківна (1913—1988), яка народила 22 дітей. Однак живими залишилося лише 7 малюків.

Симонович Феодосія Марківна(1913-1988) – найбагатодітніша мати в Україні.

11 травня 2013 р. було урочисто відкрито підвідний газопровід з участю народного депутата України Адама Мартинюка.

## Населення
Згідно з переписом УРСР 1989 року чисельність наявного населення села становила 523 особи, з яких 246 чоловіків та 277 жінок.
За переписом населення України 2001 року в селі мешкало 440 осіб.

### Мова
Розподіл населення за рідною мовою за даними перепису 2001 року:
| Мова       | Відсоток |
| ---------- | -------- |
| українська | 99,77 %  |
| білоруська | 0,23 %   |

## Школа
1 вересня 2010 року у селі урочисто відкрили новозбудовану восьмирічну школу. Збудована вона з ініціативи та під керівництвом директора Любешівського лісгоспу заслуженого лісівника України Віктора Петровича Симоновича, який народився у цьому невеликому поліському селі. Сприяв її будівництву Перший заступник голови Верховної Ради України Адам Іванович Мартинюк, уродженець сусіднього села Ветли. У будівництві цієї прекрасної цегляної школи будівельникам з радістю допомагали батьки, учителі та учні.
На відкритті школи, не зважаючи на дощ, зібралося, напевно, усе село. Прибуло багато гостей. Серед них — Адам Мартинюк, Віктор Симонович, ректор Луцького технічного університету Віктор Божидарник, голова Волинської облдержадміністрації Борис Клімчук та інші. Після урочистостей у Народному домі відбувся святковий концерт.
У школі буде навчатися 67 учнів. Але вона збудована на перспективу. Адже село Мукошин активно розбудовується. Будується асфальтна дорога. А Адам Мартинюк пообіцяв підвести до Мукошина ще й природний газ (Петро Кравчук).

## Інтернет-посилання
- Карта села Мукошин [Архівовано 7 лютого 2010 у Wayback Machine.]
- Погода в селі Мукошин [Архівовано 19 грудня 2011 у Wayback Machine.]